# Fabriken, Umeå

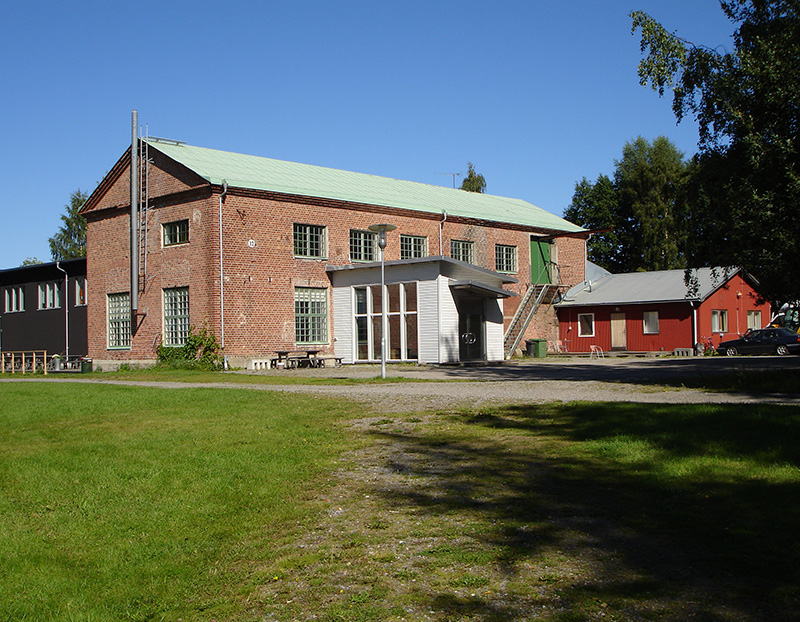
Fabriken som den såg ut 2015.

Fabriken är en fest- och konferenslokal i stadsdelen Gimonäs i Umeå, belägen vid Umeälven några kilometer söder om centrum. Den är inrymd i en tegelbyggnad som uppfördes 1917 som pannhus till Gimo Kol AB:s ångsåg.

## Historia

### Pannhus till ångsåg
Den tegelbyggnad som kallas för Fabriken byggdes 1917 som pannhus till en ångsåg anlagd av företaget Gimo Kol AB, ett dotterbolag till det uppländska bruksföretaget Gimo-Österbybruk AB. Invid Gimosågen anlades kolugnar där träspillet från sågningen omvandlades till träkol för användning i koncernens järnbruk i Mellansverige. Bolaget gav namn åt stadsdelen Gimonäs där arbetarbostäder uppfördes. Sågverket lades ned 1939.

### Skidfabrik
Efter sågverkets nedläggning togs lokalerna 1953 över av Umeå Nya Skidfabrik som flyttade dit tillverkningen av UMEX-skidan, som bland annat användes av svenska armén.

### Plastfabrik
Nästa förvandling kom på 1970-talet, sedan den så kallade klädvårdsrullen  – ett plasthandtag med en rulle med dammsamlande tejp som lätt kunde rena plagg från damm, hår och tygrester – (enligt obekräftad uppgift) uppfunnits här. 

## Modern tid
2004 fick fabriken nya ägare, som byggt om den till en fest- och konferenslokal, med namnet Fabriken. Från och med 2011 drivs verksamheten av Erik Klingberg och Eva Klingberg Söderström.